# Листопад Антон Валентинович
Антон Валентинович Листопад (17 вересня 1991, Архангельська область, Росія — 7 серпня 2022) — український військовослужбовець, майор, військовий льотчик 2-го класу, пілот МіГ-29 204 БрТА Повітряних сил Збройних сил України, учасник російсько-української війни. Кавалер ордена «За мужність» III ступеня (2022).

## Життєпис
Антон Листопад народився 17 вересня 1991 року в Архангельській області, Росія. Батько — військовий льотчик, генерал-майор Валентин Листопад, що станом на серпень 2022 року обіймав посаду заступника командувача Повітряних сил ЗСУ.
Навчався в Івано-Франківській загальноосвітній школі № 2, Фізико-технічному ліцеї Івано-Франківської обласної ради (2008). Був учасником шестиденних краєзнавчих практик та заохочувальних поїздок для найуспішніших ліцеїстів курсу «Львів-2006», «Маківка-2007» та «Говерла-2007»; усіх заміських мандрівок у складі академічної групи та всіх спортивних заходів у ліцеї.
Пізніше закінчив Івано-Франківський національний технічний університет нафти і газу. У 2010 році підписав контракт із ЗСУ. Через два роки подав документи на вступ до Харківського національного університету імені Івана Кожедуба, який закінчив у 2018 році зі званням військовий льотчик 2-го класу, старший лейтенант.
Служив у 204-й бригаді тактичної авіації.
2019 року визнаний найкращим льотчиком Повітряних сил Збройних Сил України.
2021 року був ведучим авіаційної групи повітряної колони параду військ на честь 30-ї річниці незалежності України.
Учасник ООС. У перші години широкомасштабного російського вторгнення в Україну зумів вивести з-під ворожих обстрілів власний винищувач МіГ-29.
Був нагороджений орденом «За мужність» III ступеня, який йому за кілька днів до загибелі вручив президент України Володимир Зеленський.
Загинув 7 серпня 2022 року.
Похований 15 серпня 2022 року на Алеї Слави в с. Чукалівці, що на Івано-Франківщині.
Залишилися батьки та дружина. 

## Нагороди
- орден «За мужність» III ступеня (17 червня 2022) — за особисту мужність і самовіддані дії, виявлені у захисті державного суверенітету та територіальної цілісності України, вірність військовій присязі[9].
- медаль «За військову службу Україні» (17 серпня 2022, посмертно) — за особисту мужність і самовіддані дії, виявлені у захисті державного суверенітету та територіальної цілісності України, вірність військовій присязі[10].

## Військові звання
- майор (2022, посмертно)[5];
- капітан[4].